# Gonutsuga
Gonutsuga is een dorp in het district North-West in Botswana. De plaats telt 635 inwoners (2011).